# Kiruna (stad)
Kiruna (Fins: Kiiruna; Noord-Samisch: Giron) is zowel een Zweedse gemeente in het landschap Lapland, als de grootste stad in die gemeente. De naam komt van het noordsamische woord giron, hetgeen sneeuwhoen betekent, en van de berg Gironvárri, waar de mijn in ligt.
Kiruna is het centrum van de gelijknamige gemeente en bevat voorzieningen op sociaal en cultureel gebied. Toeristen bezoeken de mijn, het stadhuis, de kerk, en 's winters het nabijgelegen IJshotel in Jukkasjärvi. In (internationale) media is de stad vooral bekend vanwege de stadsverhuizing vanwege de mijnbouw. 

## Geschiedenis

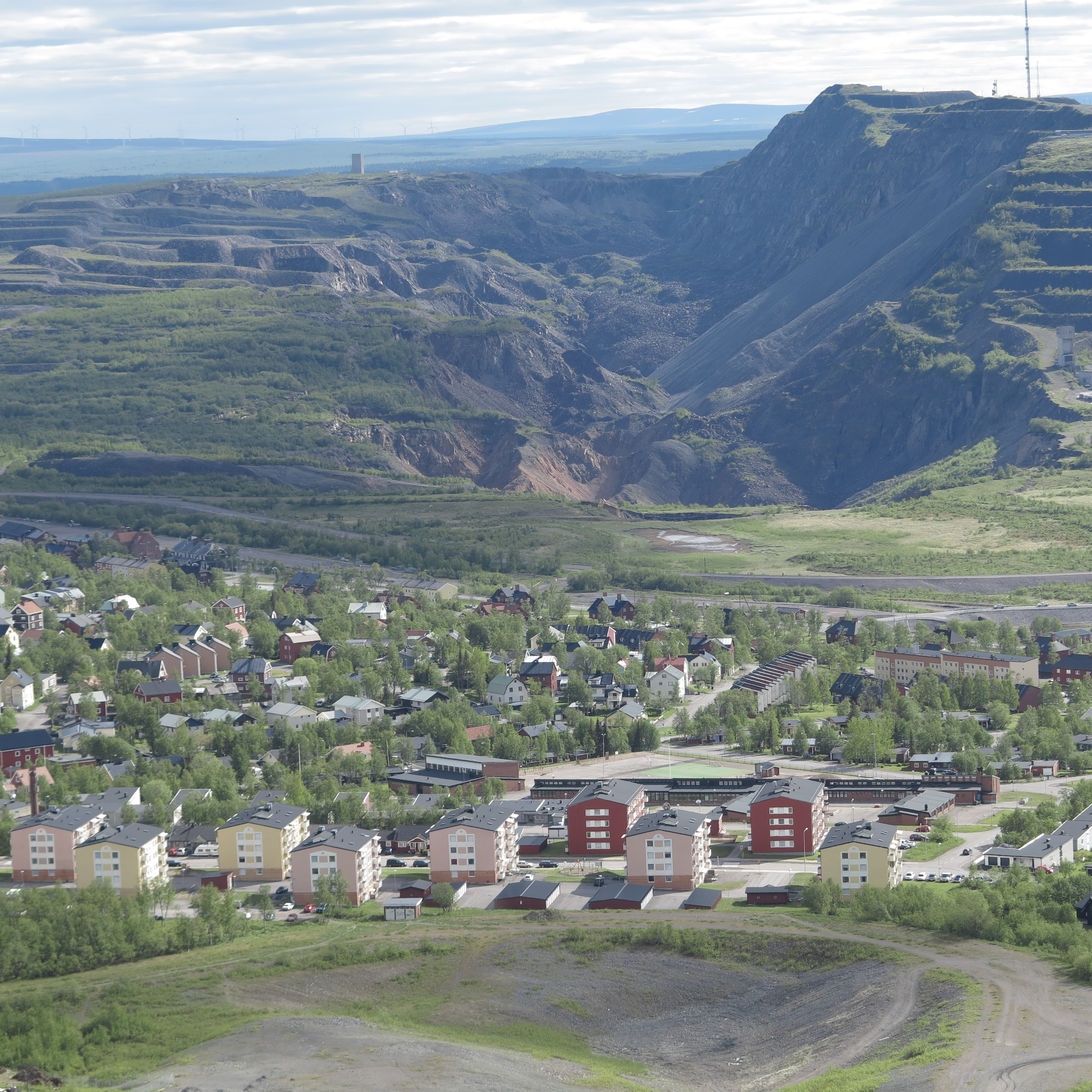
Kiruna en de mijn waaraan de stad zijn bestaan dankt

De stad Kiruna is opgericht in 1900, in een gebied waar al eeuwenlang Samen woonden. Voordien heette de plaats Luossavaara naar de berg Luossavárri (Noordsamisch voor Zalmberg). 

### IJzererts
Nadat er ijzererts gevonden was en de technologie zich zodanig ontwikkelde dat deze ontgonnen kon worden, werd besloten de Ertsspoorlijn naar Narvik aan te leggen, van Luleå langs de mijnen van Gällivare en Kiruna. De spoorlijn was in 1899 klaar tot Kiruna en in 1903 af tot Narvik. Al na een paar jaar was Kiruna een geplande stad, onder leiding van de eerste lokale chef van de mijn, Hjalmar Lundbohm. De hoofdmijn, Kiirunavaara, is geopend in 1901 en is nog steeds in gebruik. Twee andere mijnen, Luossavaara en Tuolluvaara, zijn in de jaren 20 geopend en in de jaren zeventig gesloten. Rond die tijd is de mijnbouw overgegaan van dagbouw naar schachtbouw. De haven in Luleå bevriest in de winter, dus de meeste erts wordt via de ijsvrije haven van Narvik geëxporteerd. Tijdens de Tweede Wereldoorlog was Zweden officieel neutraal, maar leverde wel ijzererts aan nazi-Duitsland. Het Duitse leger vervoerde ook militair materiaal door Zweden. Alle mijnbouwactiviteiten in de regio zijn in handen van het Zweedse staatsbedrijf Luossavaara-Kiirunavaara Aktiebolag (LKAB). 

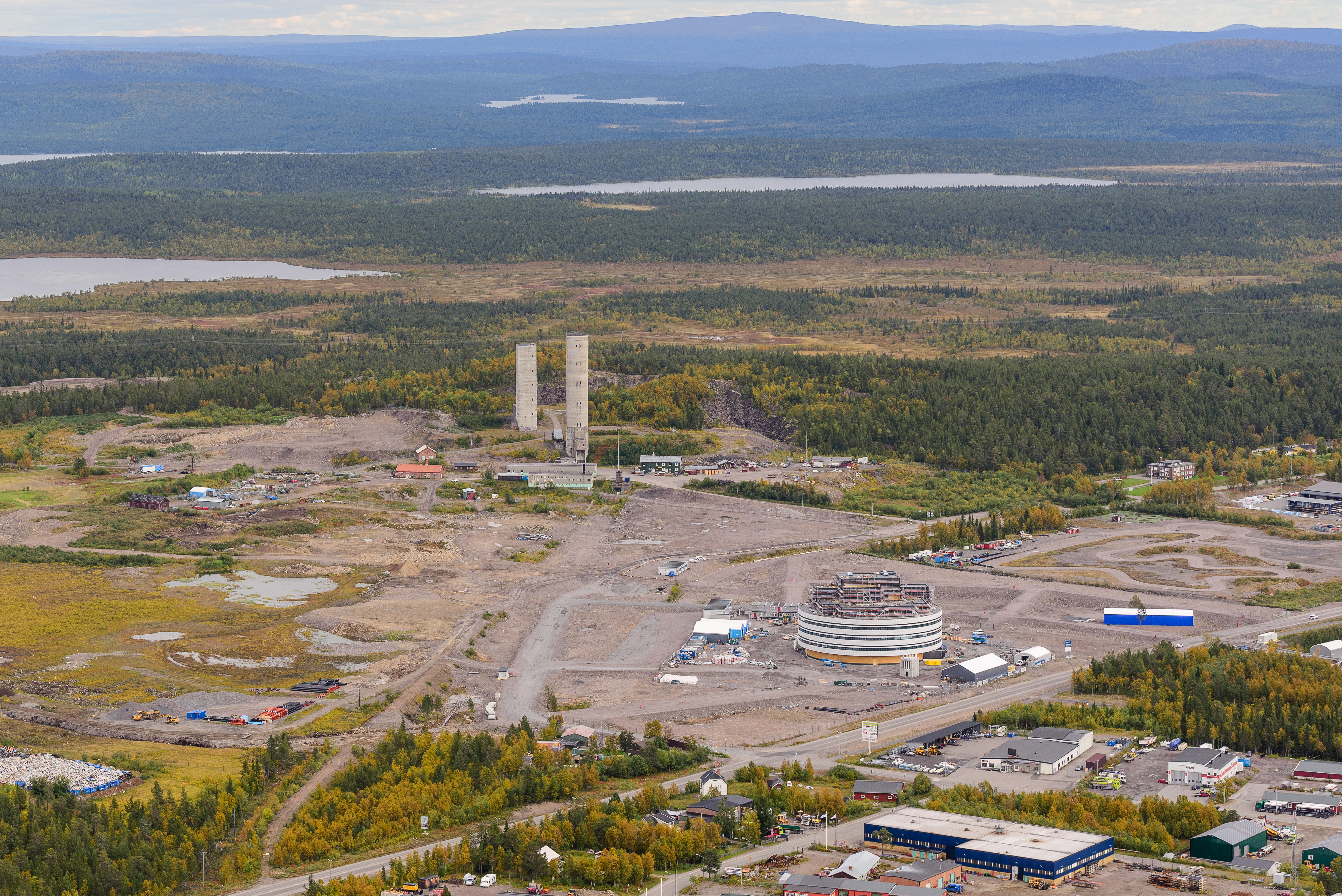
Het nieuwe stadscentrum van Kiruna in aanbouw in 2017. De verhuizing van de stad moet in 2040 voltooid zijn.

## Verhuizing
De ijzerertsmijnen lopen voor een deel onder de stad en deze dreigt te verzakken. De dagbouw is in 1972 gestopt en er wordt al gewerkt op 1.175 meter onder de grond. Voorbereidingen worden getroffen om af te zakken naar 1.365 meter. Hierdoor moet de stad in zijn geheel verhuizen, dit gebeurt zo'n drie kilometer oostwaarts. De plannen voor de verhuizing van de stad zijn in grote lijnen uitgezet tot 2033. Hele woonwijken verdwijnen en het spoor, station en de snelweg E10 worden voor 2013 omgelegd. In 2023 staan de bibliotheek, de brandweer en scholen op een nieuwe locatie. De kosten van de verhuizing lopen in de miljarden kronen en komen voor het grootste deel voor rekening van het staatsmijnbedrijf LKAB. Het gedeelte waarnaar Kiruna verhuist was het vroegere dorp Tuolluvaara.

## Verkeer en vervoer
Acht kilometer ten zuidoosten van Kiruna ligt een passagiersvliegveld met rechtstreekse vluchten naar Stockholm, Luleå en Umeå. Tevens kent het een militair vliegveld, een spoorwegstation aan de spoorlijn Luleå - Narvik (Malmbanan) en een busstation. De Europese weg 10 loopt door de stad.

## Klimaat
Kiruna heeft een subarctisch klimaat. 's Winters daalt de temperatuur tot -20 °C, een kouderecord werd in januari 1999 gemeten, toen werd het -43,3 °C. 's Zomers is het overdag 15–25 °C, het warmterecord staat op 31,6 °C gemeten in juli 1945. 
Doordat de stad zo'n 200 kilometer boven de poolcirkel ligt, is er van begin december tot begin januari poolnacht en gaat de zon 's zomers bijna twee maanden lang niet onder.

## Sport
De voetbalvereniging van de stad heet Kiruna FF en behaalde in 1991 bijna promotie naar de Allsvenskan, het hoogste Zweedse voetbalniveau. Eind jaren tachtig en begin jaren negentig speelde het in de Division 1 (de huidige Superettan), maar zakte daarna naar de amateurklassen. In 1992 speelde men nog Europees voetbal in de Intertoto Cup. In groep 7 eindigde men met twee punten als hekkensluiter achter Slovan Bratislava, Vaci Izzo MTE en Aarhus GF. 
In 2018 speelde de vrouwenploeg van Piteå IF uit de Damallsvenskan een middernachtzonwedstrijd in Kiruna tegen FC Rosengård (0–1). Ook in 2022 werd zo’n wedstrijd van Piteå IF tijdens de middernachtzonperiode georganiseerd.
Daarnaast heeft Kiruna een tafeltennisclub met de naam Kebnekaise BTK. Het is in Noord-Zweden een van de meest succesvolle tafeltennisclubs.

## Geboren
- Börje Salming (1951-2022), ijshockeyspeler
- Åsa Larsson (1966), schrijfster
- Emil Hermansson (1971), schaker
- Hanna Öberg (1995), olympisch kampioen biatlon
- Elvira Öberg (1999), olympisch kampioen biatlon

## Foto's

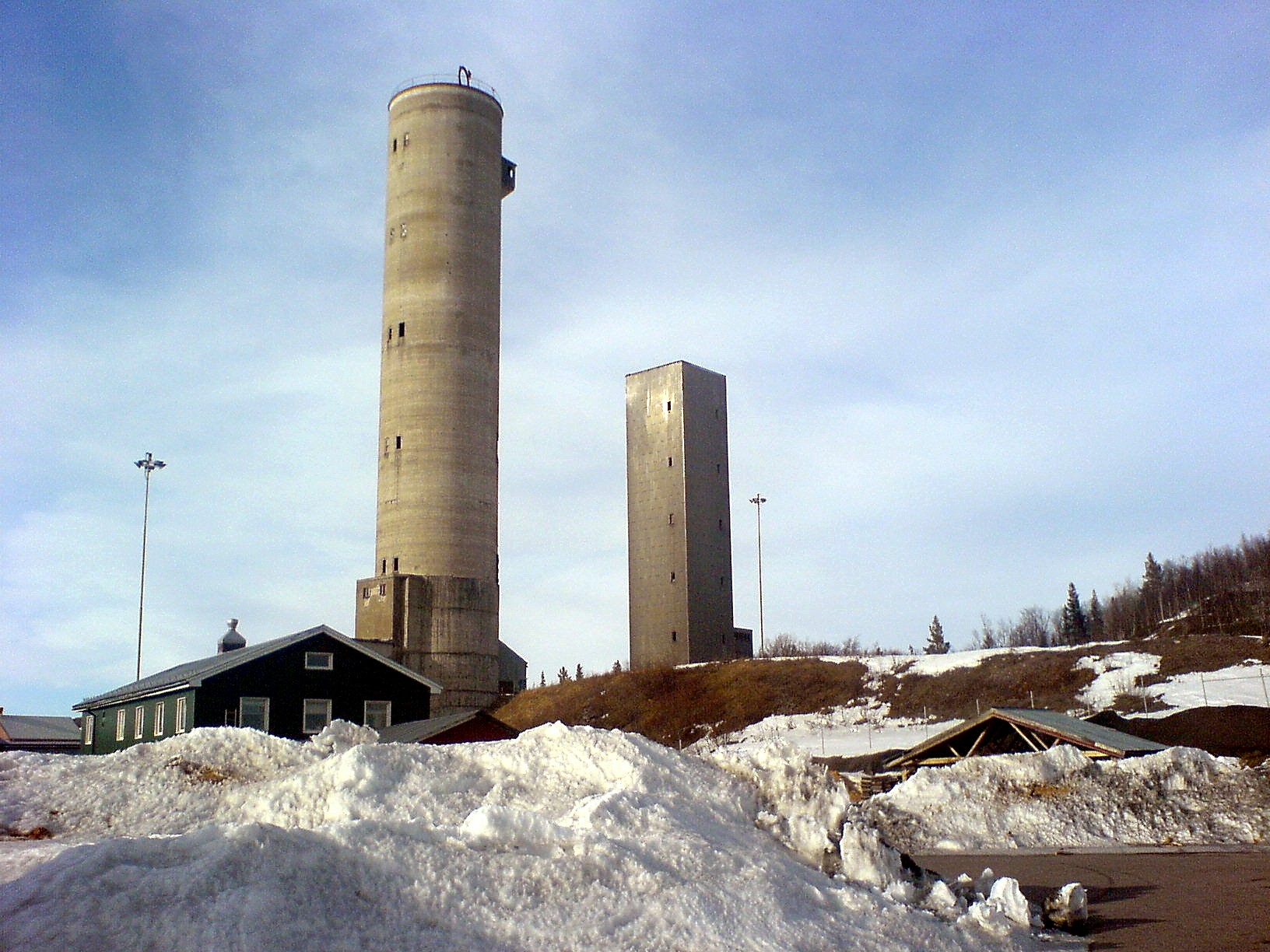
Gesloten mijn van Tuolluvaara
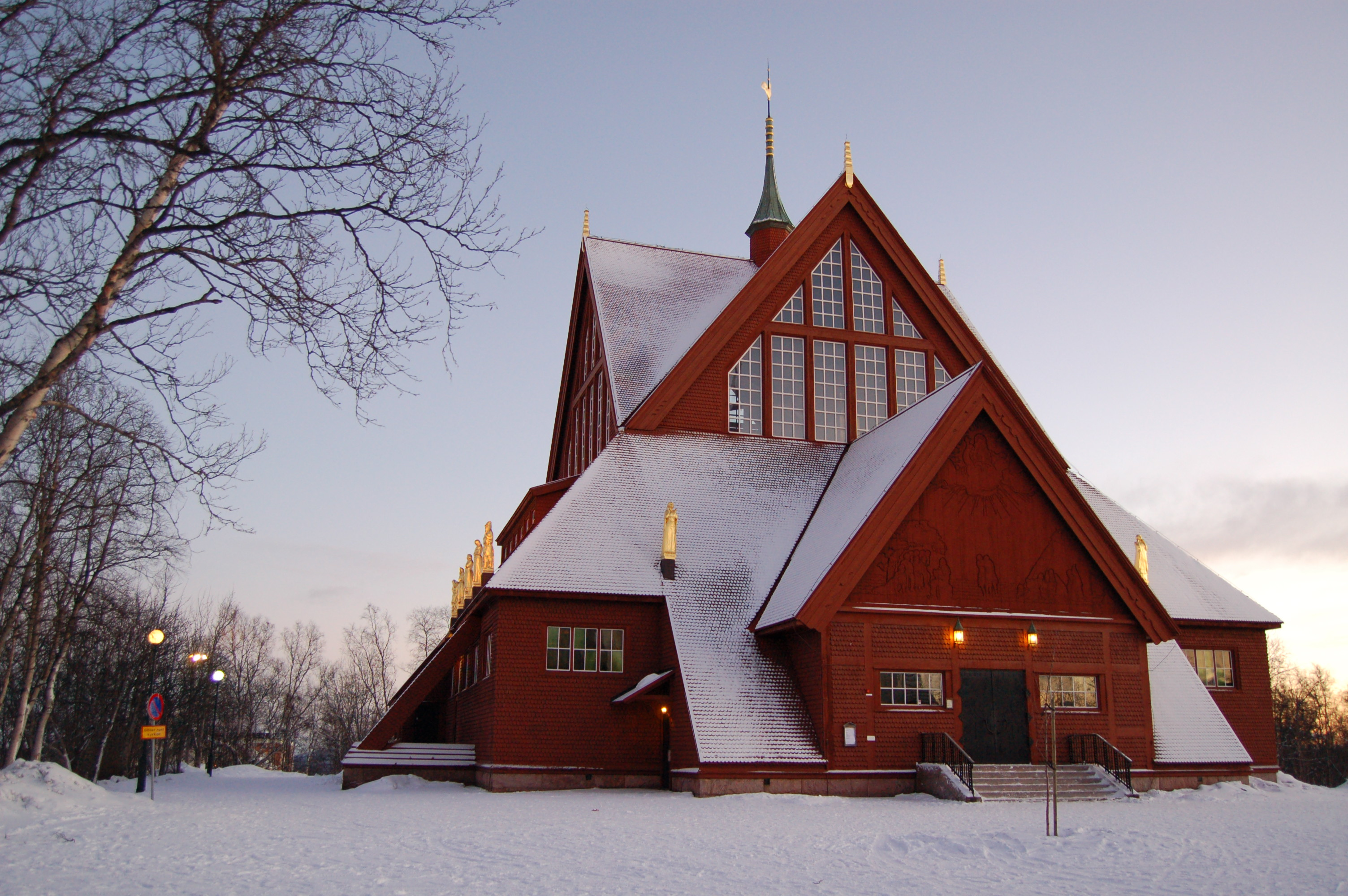
kerk van Kiruna
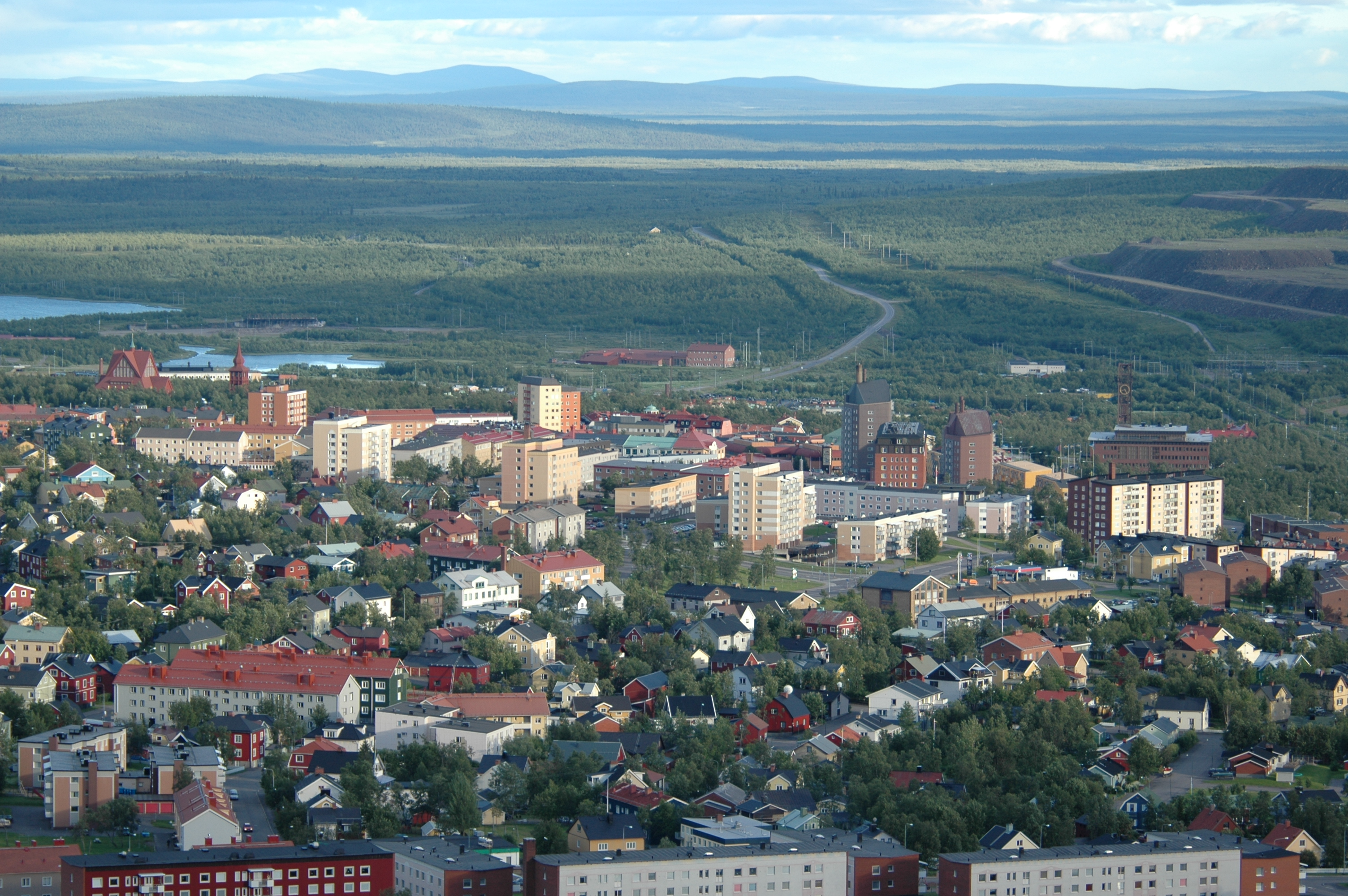
Het stadje Kiruna van bovenaf.
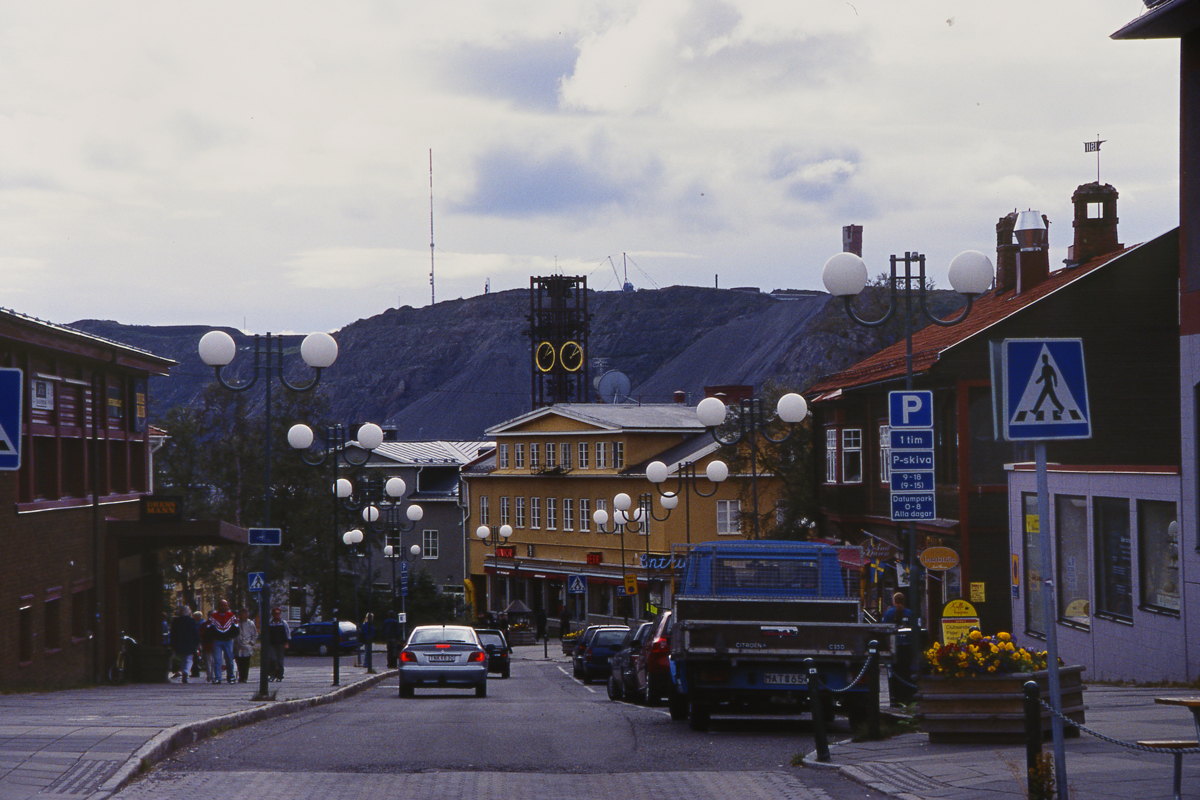
Kiruna Föreningsgatan

Bestuurscentrum: Kiruna (Tätort)
Tätort: Jukkasjärvi · Karesuando · Kuttainen · Övre Soppero · Svappavaara · Vittangi
Småort: Abisko · Idivuoma · Kauppinen · Kurravaara · Lannavaara · Laxforsen · Masugnsbyn · Mertajärvi · Närvä · Paksuniemi · Piksinranta · Saivomuotka
Overig: Alalahti · Alttajärvi · Årosjåkk · Björkliden · Holmajärvi · Jänkänalusta · Kaalasjärvi · Kalixfors · Kattuvuoma · Käyrävuopio · Krokvik · Kuoksu · Lainio · Laukkusluspa · Luongaslompolo · Maunu · Merasjärvi · Nedre Soppero · Nurmasuanto · Paittasjärvi · Parakka · Piilijärvi · Pirttivuopio · Poikkijärvi · Puoltsa · Rautas · Rensjön · Salmi · Silkkimuotka · Stenbacken · Suijajärvi · Torneträsk · Tuolluvaara · Vassijaure · Viikusjärvi · Vittangi · Vivungi